# Chris Shays

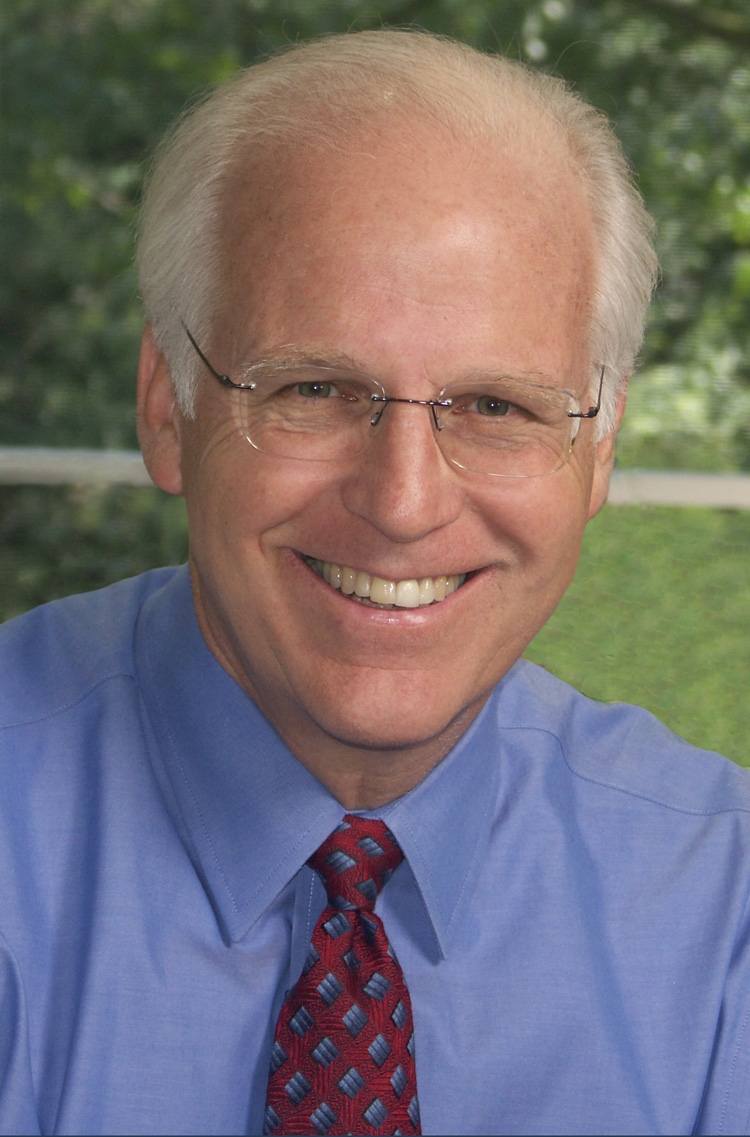
Chris Shays

Christopher H. "Chris" Shays, född 18 oktober 1945 i Stamford, Connecticut, är en amerikansk republikansk politiker. Han representerade delstaten Connecticuts fjärde distrikt i USA:s representanthus 1987-2009.
Shays avlade 1968 sin grundexamen vid Principia College. Han avlade sedan 1974 sin MBA vid New York University. Fyra år senare avlade han ytterligare en master vid NYU.
Kongressledamoten Stewart McKinney avled 1987 i AIDS. Shays vann fyllnadsvalet för att efterträda McKinney i representanthuset. Han omvaldes tio gånger. Demokraten Jim Himes besegrade Shays i kongressvalet i USA 2008 med 51% av rösterna mot 48% för Shays.